# Ibá de Exu

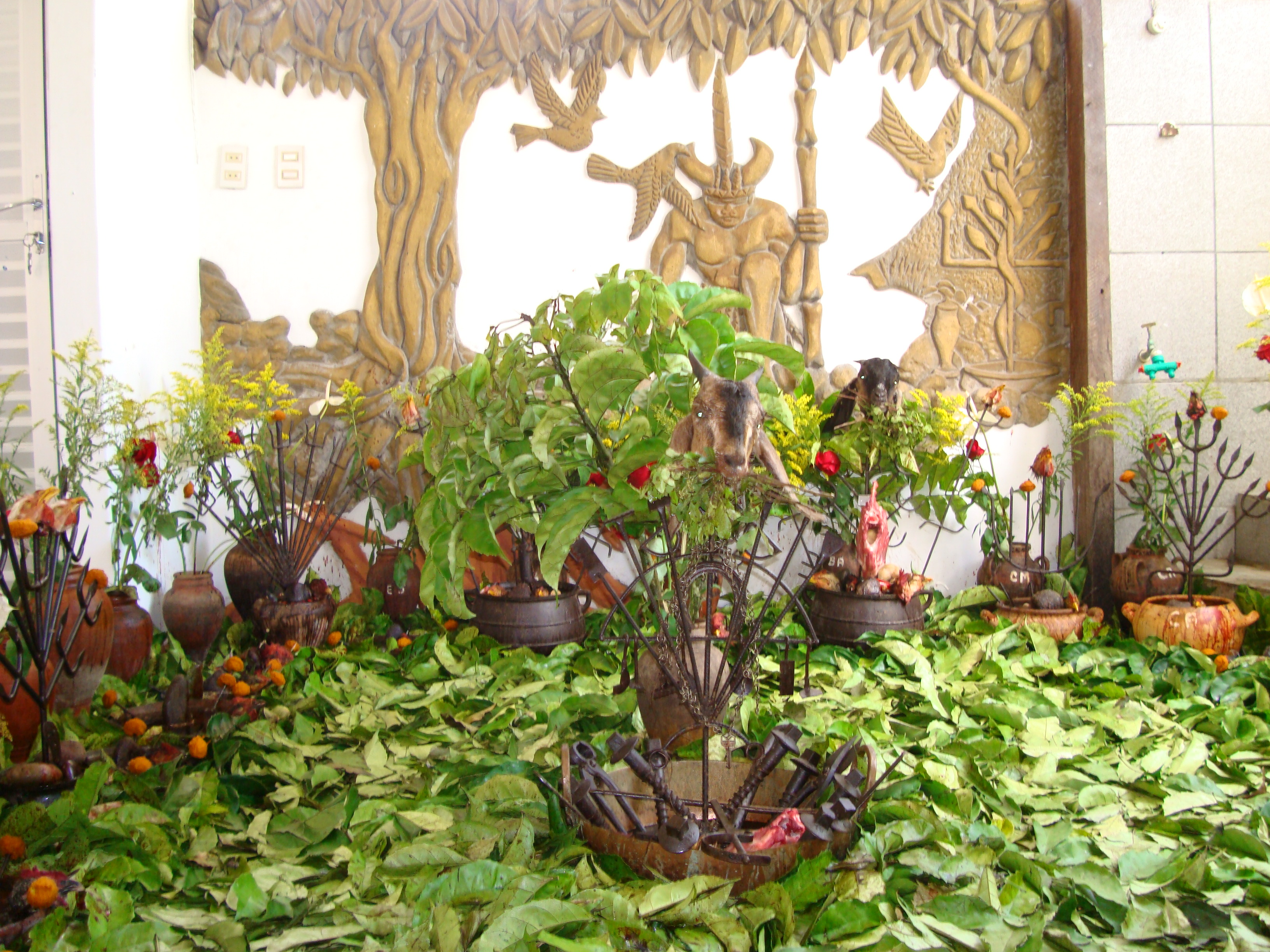
Ibá Exu - No candomblé do Ilê Axé Ijino Ilu Oróssi

Ibá de Exu (em iorubá: igba èṣù) ou assentamento de Exu como é chamado comumente pelo "povo de santo", são confeccionados de várias formas, muitos são vistos em panela de ferro, alguidar, panela de barro, muitas vezes modelado com tabatinga, em forma humana completa, ou apenas busto, com olhos e boca feito de búzios. O ibá também pode ser representado por uma pedra, preferencialmente de laterita ou um montículo de terra, contendo vários elementos do reino animal, vegetal e mineral.
Uma mistura especial é feita pelo babalorixá ou ialorixá, em conjunto com a Iamorô, contendo azeite-de-dendê, mel, vinho, diversos tipos de bebidas alcoólicas e sal.
As folhas sagradas de exu são maceradas com enxofre, mercúrio, carvão vegetal, inúmeros tipos de pimentas, não pode faltar (atarê, lelecum, begerecum, aridã e aberê).
Pelo menos sete tipos de metais são colocados: Ouro, prata, cobre, zinco, ferro, níquel e estanho, depois de ser banhado em água sagrada. Juntando-se tudo a terra de sete encruzilhadas e de alguns estabelecimentos comerciais e coloca no respectivo recipiente, ornando com os tridentes e lanças, moedas antigas e atuais, e muitos búzios.